# Matang (Trienggadeng)
Matang is een bestuurslaag in het regentschap Pidie Jaya van de provincie Atjeh, Indonesië. Matang telt 242 inwoners (volkstelling 2010).